# 高山市立丹生川小学校
高山市立丹生川小学校（たかやましりつ にゅうかわしょうがっこう）は、岐阜県高山市にある小学校。
校区は丹生川町であり、旧・大野郡丹生川村に該当する。

## 沿革
- 1874年（明治7年） - 町方村に八賀学校が開校する。
- 1875年（明治8年） - 大野郡小野村、根方村、白井村、芦谷村、板殿村、日面村、日影村、駄吉村、旗鉾村、久手村、岩井谷村、池之俣村、瓜田村、法力村、大萱村、坊方村、山口村、大谷村、塩屋村、町方村、桐山村、新張村、細越村、下保村、殿垣内村、小木曾村、下坪村、及び吉城郡折敷地村、大沼村、森部村、三之瀬村、柏原村が合併し、大野郡丹生川村が発足。
- 1878年（明治11年） - 文明学校に改称する。
- 1888年（明治21年） - 槻崎尋常小学校に改称する。
- 1901年（明治34年） - 槻崎尋常小学校が細越尋常小学校、法力尋常小学校、白井尋常小学校、旗鉾尋常小学校、三之瀬尋常小学校、折敷地尋常小学校、折敷地尋常小学校呂瀬分校を統合し、丹生川尋常小学校となる。細越分校、法力分校、白井分校、旗鉾分校、折敷地分校、三之瀬分校、呂瀬分校を設置。
- 1908年（明治41年） - 丹生川尋常高等小学校に改称する。
- 1941年（昭和16年）4月1日 - 丹生川国民学校に改称する。
- 1947年（昭和22年）4月1日 - 丹生川村立丹生川小学校に改称する。
- 1948年（昭和23年）4月 - 白井分校が白井小学校、旗鉾分校が旗鉾小学校、三之瀬分校が三之瀬小学校、折敷地分校が折敷地小学校として独立する。
- 1949年（昭和24年）4月 - 国見分校が国見小学校として独立する。
- 1979年（昭和54年）3月 - 法力分校を廃止。
- 1985年（昭和60年） - 細越分校を廃止。校舎（鉄筋コンクリート造）が完成。
- 2005年（平成17年）2月1日 - 丹生川村、清見村、荘川村、宮村、久々野町、朝日村、高根村、及び吉城郡国府町、上宝村が高山市に編入される。同時に高山市立丹生川小学校に改称する。
- 2007年（平成19年）4月 - 丹生川東小学校、荒城小学校を統合する。